# 27503 Dankof
27503 Dankof è un asteroide della fascia principale. Scoperto nel 2000, presenta un'orbita caratterizzata da un semiasse maggiore pari a 2,7214558 au e da un'eccentricità di 0,0607771, inclinata di 3,03507° rispetto all'eclittica.
L'asteroide è dedicato al divulgatore statunitense Curtis Dankof, impiegato all'osservatorio Lowell.